# Dan Barna
Ilie Dan Barna (ur. 10 lipca 1975 w Sybinie) – rumuński polityk i prawnik, poseł do Izby Deputowanych, od 2020 do 2021 wicepremier, poseł do Parlamentu Europejskiego X kadencji.

## Życiorys
W 1998 ukończył studia prawnicze na Uniwersytecie Bukareszteńskim. W 2003 uzyskał magisterium z zarządzania projektami na Universitatea Politehnica din București. Kształcił się także na uczelniach we Włoszech i w Niemczech. Był wiceprzewodniczącym i przewodniczącym stowarzyszenia ELSA w Rumunii. Pracował jako szkoleniowiec i doradca w organizacjach pozarządowych. Od 2001 do 2007 był zatrudniony jako ekspert w programie Phare. Od 2007 do 2016 był partnerem zarządzającym w przedsiębiorstwie konsultingowym Grupul de Consultanţă pentru Dezvoltare DCG SRL.
Od maja do września 2016 pełnił funkcję sekretarza stanu w resorcie funduszy europejskich w rządzie Daciana Cioloșa. Dołączył do Związku Zbawienia Rumunii, z ramienia tego ugrupowania w wyborach parlamentarnych z grudnia 2016 uzyskał mandat posła do Izby Deputowanych. W październiku 2017 został wybrany na nowego przewodniczącego USR, pokonał w głosowaniu Vlada Alexandrescu.
W 2019 kandydował w wyborach prezydenckich z poparciem ugrupowań USR i PLUS. W pierwszej turze głosowania zajął 3. miejsce z wynikiem 15,0% głosów. Przed drugą turą poparł ubiegającego się o reelekcję Klausa Iohannisa.
W 2020 ponownie wybrany do niższej izby rumuńskiego parlamentu jako kandydat liberalnej koalicji USR PLUS. Dołączył następnie ze swoim ugrupowaniem do nowej koalicji rządowej. W grudniu 2020 został wicepremierem w utworzonym wówczas gabinecie Florina Cîțu.
W sierpniu 2020 partie USR i PLUS podjęły decyzję o połączeniu, do którego doszło ostatecznie w kwietniu 2021, gdy sąd zatwierdził fuzję i powołanie wspólnego ugrupowania USR PLUS. Dan Barna został jego współprzewodniczącym. We wrześniu 2021 w trakcie kryzysu koalicyjnego wraz z innymi przedstawicielami swojego ugrupowania zrezygnował z funkcji rządowej. Bezskutecznie ubiegał się o przywództwo w USR PLUS (które to ugrupowanie powróciło do nazwy Związek Zbawienia Rumunii), ostatecznie w październiku 2021 przegrywając z Dacianem Cioloșem.
W wyborach w 2024 uzyskał mandat posła do Parlamentu Europejskiego X kadencji.